# Ernest Mercadier
Pour les articles homonymes, voir Mercadier (homonymie).
Ernest Jules Pierre Mercadier, né le 4 janvier 1836 à Montauban et mort le 27 juillet 1911 à Paris, est un ingénieur électricien français.

## Biographie
Lui-même polytechnicien, il deviendra directeur des études à l'école polytechnique de Paris en 1881. Il occupe ce poste jusqu'en 1909. Il est universellement connu pour l'invention de l'appareil télégraphique qui permet d'expédier huit dépêches à la fois (multiplex).
Auteur de lampes à incandescence.
Il achète le château de Balsac en Aveyron en 1896.

### Citation
« Pour devenir célèbre, il avait fallu à Legendre au moins un livre, à Poinsot une théorie, il suffit à Sturm d'un théorème ».

## Publications
- Etudes historiques sur la science musicale : Descartes et la musique, Paris, Gauthier-Villars, 1865, 31 p., in-8° (BNF 30927875, présentation en ligne).
- Conférences littéraires et scientifiques de Rodez : Des Principes de la musique  (Résumé de la conférence faite le 30 décembre 1865), Rodez, impr. de N. Ratery, 1865, 8 p., in-8° (BNF 30927873).
- E. Mercadier et Alfred Cornu, Sur les intervalles mélodiques et harmoniques, Paris, impr. Gauthier-Villars, 1870, 4 p., in-4° (OCLC 690597787).
- Sur la mesure des intervalles musicaux, Bordeaux, Gounouilhou, 1872, 7 p., in-8° (DOI 10.1051/jphystap:018720010011300, SUDOC 198816863, lire en ligne).
- Notice sur les services et les titres scientifiques de M. E. Mercadier..., Paris, Gauthier-Villars, 1881, 12 p., 27 cm (OCLC 494610605, BNF 30927876, SUDOC 12602829X, présentation en ligne).
- Traité élémentaire de télégraphie électrique : leçons faites à l'administration centrale des télégraphes à l'usage des auxiliaires, surnuméraires, agents des postes et des télégraphes, des écoles de télégraphie militaire et de toutes les personnes qui désirent acquérir des notions de télégraphie électrique, Paris, G. Masson (réimpr. 1883) (1re éd. 1880), 261 / 283, 19 cm (OCLC 494701823, BNF 30927878, SUDOC 124945503, lire en ligne).
- Sur la réalisation des résultats de la théorie générale des petits mouvements par l'emploi de mouvements électriques périodiques, système de télégraphie multiple réversible ou multiplex, Tours, impr. de Deslis frères, coll. « Séances de la Société française de physique », 1900, 27 p., in-8° (OCLC 493699862, BNF 30927877, SUDOC 095778586, présentation en ligne).

### Article
- « Les Théories musicales de Descartes », Revue d'histoire et de critique musicale, Paris,‎ 1901, in-4°, p. 129-137 ; 183-195 ; 237-241 (ISSN 2017-6856, OCLC 843633649, BNF 43149037).

## Hommages
Il reçoit une médaille d'or lors de l'Exposition universelle de Paris de 1889.
Une rue de Montauban porte son nom.